# Дорожно-строительный корпус

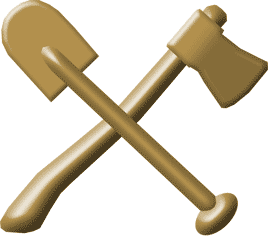
Эмблема дорожных войск ВС Союза ССР, для командного состава — посеребренная, для инженерно-технического состава — позолоченная, для курсантов военных училищ [школ], а также сержантского и рядового состава — латунная, 1943 год.

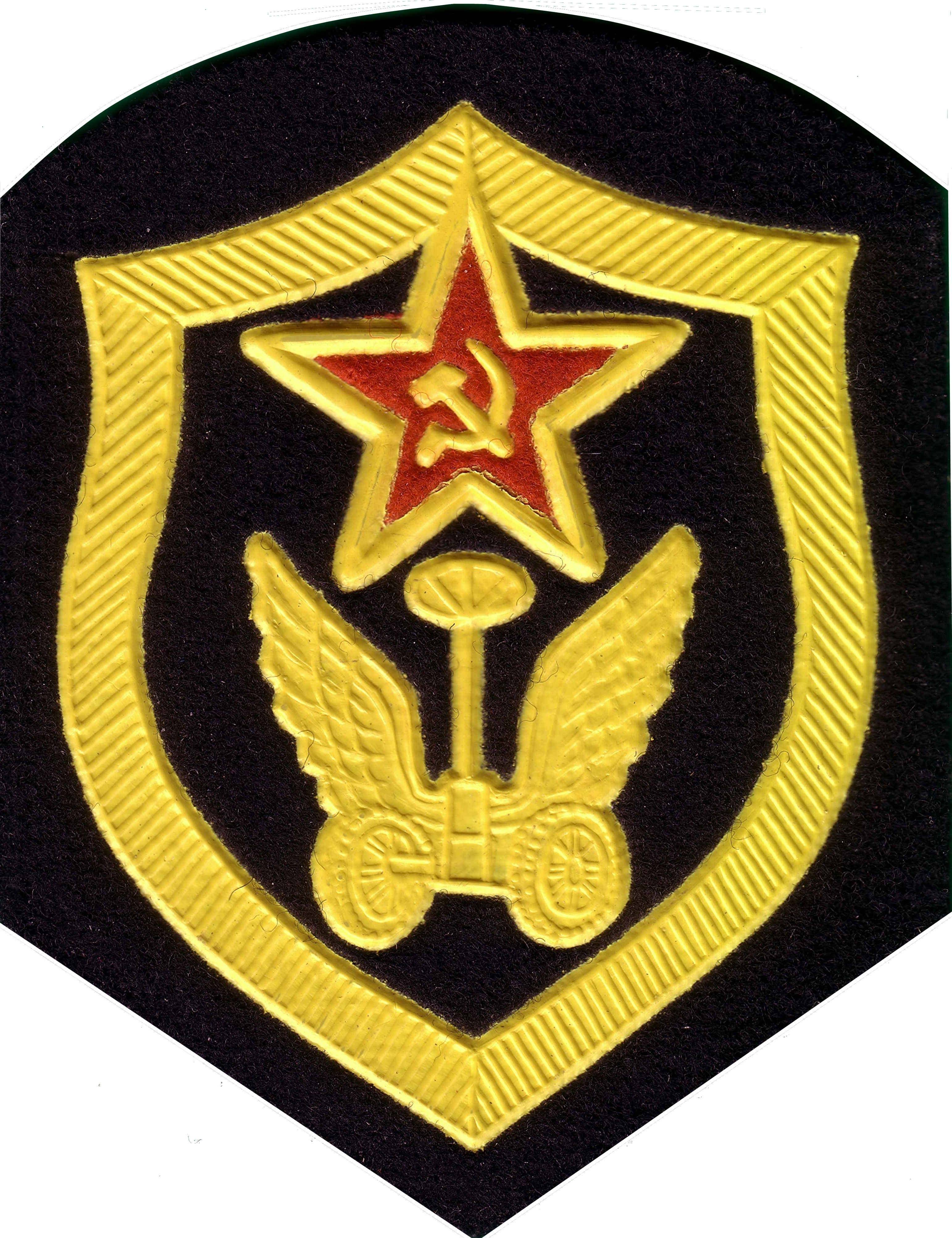
Нарукавный знак по роду войск: автомобильные и дорожные (до 4 марта 1988 года) войска

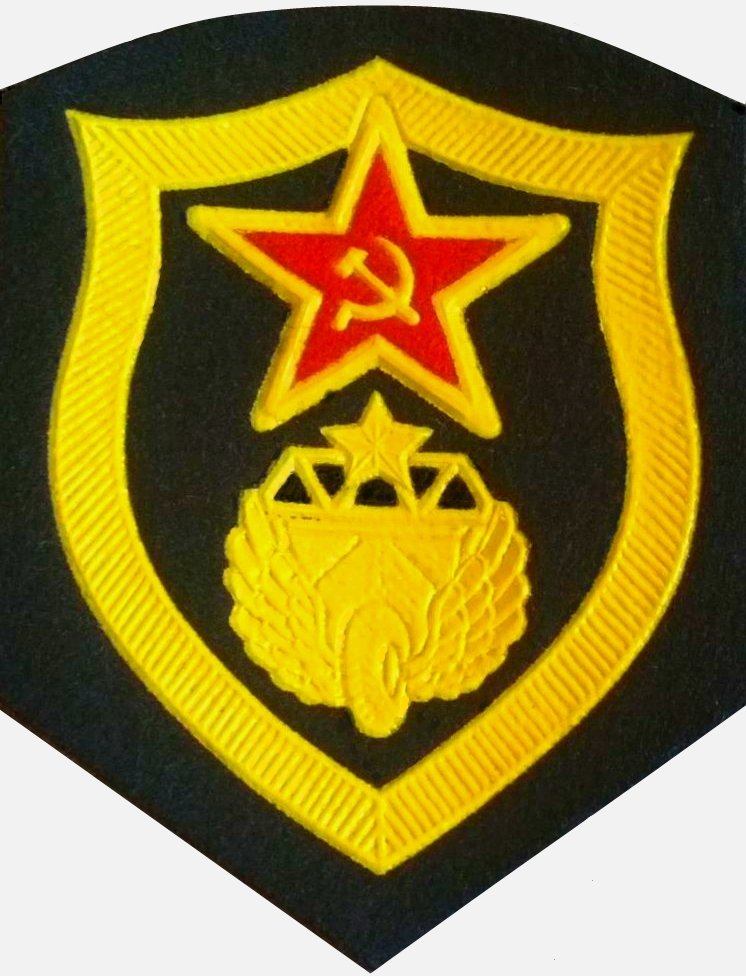
Нарукавный знак дорожные войска, с 5 марта 1988 года

Доро́жно-строи́тельный ко́рпус — формирование (соединение, корпус) специальных войск (дорожных) Вооружённых Сил СССР (ВС СССР) и России (ВС России), предназначенный для восстановления, строительства, реконструкции автомобильных дорог (АД) и сооружений на них и иных мероприятий военного дела.
Дорожные корпуса выполняли стратегические задачи на территории Советского Союза по восстановлению, строительству, реконструкции автомобильных дорог и сооружений на них. Являлись крупнейшим формированием дорожных войск в мире. Сокращённое наименование — дск, для Особого дорожно-строительного корпуса — осдск. Штатная должность командира дск — генерал-лейтенант.

## История
Понимая важность путей сообщения в Союзе ССР, руководством государства и И. В. Сталиным, по окончании Великой Отечественной войны, при демобилизации СССР, для сохранения уникального опыта ДВ ВС СССР и оказания помощи народному хозяйству, из сокращаемых формирований ДВ ВС Союза (около 400 тыс. воинов-дорожников), в 1945 году, решением Государственного комитета обороны (ГКО) от 4 июня этого же года было принято Постановление № 8924 «О строительстве шоссейных дорог для обеспечения автотранспортной связи между промышленными и областными центрами страны» и было создано дорожно-строительное соединение — Особый дорожно-строительный корпус НКВД СССР, в составе четырёх дорожно-строительных дивизий, для строительства и восстановления разрушенной, во время войны, сети АД СССР (магистральных автомобильных дорог общегосударственного значения, дорог оборонного значения). Выполнял работы по строительству автомобильных дорог и мостов постоянного типа. По мере развития состав осдск увеличивался, на 1949 год, в составе корпуса уже было 5 дивизий. Общая численность войск корпуса 37 960 человек личного состава, из них 3808 офицеров, 33 719 сержантов и рядовых и 443 вольнонаёмных.
Основу осдск составили дорожные войска подлежащие расформированию. Две дивизии участвовали в строительстве на территориях Цимлянского гидроузла, Куйбышевской ГЭС, нефтепромыслах Татарии и Башкирии, слюдяных приисках Забайкалья, третья в Ростове-на-Дону и четвёртая в Харькове, строили магистральные дороги общегосударственного значения Харьков — Ростов-на-Дону, Харьков — Симферополь и другие АД. В период с 1945 по 1956 год он построил 3244 километров дорог с твёрдым покрытием, 17 километров мостов, проложил 2,7 километров водопропускных железобетонных труб.
По записке Г. К. Жукова и В. Д. Соколовского, от 18 января 1956 года, в ЦК КПСС, о сокращении численности Союзных Вооружённых Сил (Хрущёвское сокращение), Особый дорожно-строительный корпус к 1 декабря 1956 года подлежал расформированию, а его личный состав к увольнению в запас или переводу в другие формирования. Выполнение задач по предназначению возложенных на осдск по расформированию, в 1956 году, были возложены на структуры входящие в Главное управление шоссейных дорог (Гушосдор).
В 1988 году в очередной раз коммунистами была предпринята очередная попытка решить экономические, социальные и хозяйственные вопросы в стране, за счёт Вооружённых Сил Союза.

Когда меня назначили министром, Горбачёв вызывает меня и говорит: надо сокращать армию. Пять армейских управлений сократили. Сократили два управления военных округов — Приволжского и Среднеазиатского. Сократили несколько дивизий. И вместо всего этого создали военно-строительные соединения и объединения. Горбачев предложил: давайте создадим корпус для строительства в Нечерноземье. Создали корпус. Плюс к этому четыре железнодорожных корпуса работали тогда на народное хозяйство. Два корпуса БАМ строили, а ещё два корпуса в Тюменской области к нефтяным вышкам железные дороги проводили. Одна железнодорожная бригада в Монголии трудилась, ещё одна — в Азербайджане. Но этого ему показалось мало. Предлагает: давайте создадим рисовые бригады. Создали рисовые бригады, дивизии на Дальнем Востоке. Мы специально организовали два военных совхоза, которые для космонавтов и жителей Ленинска (Байконура) выращивали рис. А 500 военных отрядов работали на заводах промышленности. Особенно на химических предприятиях…— Экс-министр обороны СССР Дмитрий Язов
По указанию Генерального секретаря Центрального комитета КПСС М. С. Горбачёва, Коммунистическая партия Советского Союза и Советское правительство решили поднять на новый уровень огромный регион — Нечернозёмную зону Российской Советской Федеративной Социалистической Республики, где нужна была развитая сеть автомобильных дорог между населёнными пунктами, для успешного социального и экономического развития регионов РСФСР, которая бы обеспечивала надёжную связь между предприятиями и хозяйствами агропромышленного комплекса и населёнными пунктами.
Решением Правительства СССР были провозглашены государственные программы «Дороги Нечерноземья» и «Дороги на селе», для этого были приняты:
- Постановление ЦК КПСС и Совета Министров СССР № 272 от 19 февраля 1988 года «О государственной программе строительства и реконструкции, автомобильных дорог в Нечернозёмной зоне РСФСР».
- Постановление Совмина РСФСР № 12 от 1991 года.
- Распоряжение Совмина РСФСР от 6 августа 1991 года № 860-р «О содержании военно-дорожных формирований Центрального дорожно-строительного управления Министерства обороны СССР, осуществляющих строительство внутрихозяйственных автомобильных дорог в Нечернозёмной зоне РСФСР»[7].
- Постановления Совминов Архангельской, Вологодской, Кировской, Костромской, Горьковской, Орловской, Пермской, Рязанской, Свердловской областей и Удмуртской автономной советской социалистической республики.

Одним из государственных органов, ответственных за реализацию данных постановлений, было назначено Министерство обороны СССР.
Одной из задач постановлений было строительство АД общего пользования и АД для внутрихозяйственных нужд (внутрихозяйственные АД) в рамках программ «Дороги Нечерноземья» и «Дороги на селе». В соответствии с постановлением ЦК КПСС и Совмина СССР, для обеспечения выполнения таких важных задач, приказом министра обороны СССР № 0185, было создано Центральное дорожно-строительное управление Министерства обороны СССР (ЦДСУ МО СССР). Начальником ЦДСУ МО СССР был назначен генерал-лейтенант (генерал-полковник с 1990 года) С. Х. Аракелян, главным инженером полковник В. Д. Ковшов. Штаб-квартира — город Москва.
Для реализации постановлений, министром обороны СССР была поставлена задача Главнокомандованиям (Главкоматам) войск (сил), Управлениям ВС СССР, Управлениям МО СССР и Управлениям военных округов (ВО) (групп войск) по сформированию (из сокращаемых формирований ВС СССР) и обеспечению воинских частей и соединений ЦДСУ МО СССР и отправки их к местам выполнения задач по предназначению, в девять областей и одну автономную республику РСФСР, а именно в Архангельскую, Вологодскую, Кировскую, Костромскую, Горьковскую, Орловскую, Пермскую, Рязанскую, Свердловскую и Удмуртскую АССР.
Ответственным за сформирование ЦДСУ МО СССР было определено и назначено Главное управление инженерных войск (штаб инженерных войск)). Центральное дорожное управление (ЦДУ) МО СССР отказалось, в связи с наличием в составе только кадрированных воинских частей и соединений, выполняемыми задачами по Ограниченному контингенту Советских войск в Демократической Республике Афганистан (ОКСВА) и нефтегазовому комплексу Западной Сибири.
В формируемые соединения и части были направлены военнослужащие сокращаемых формирований из состава Советской Армии (РВСН, СВ, ВВС, ВПВО) и даже ВМФ.
Первоначально были созданы основные организационные и производственные единицы ЦДСУ МО СССР, 20 отдельных дорожно-строительных бригад (одсбр) четырёхбатальонного состава. Позднее они были сведены в созданные для улучшения управляемости три дорожно-строительных корпуса (дск), штаб-квартиры в городах Вологда, Киров и Рязань.
В 1994 году был сформирован дск со штаб-квартирой в Сургуте, Тюменская область, в зоне нефтяных и газовых месторождений России для обустройства территории. 29 июня 1995 года был сформирован дск со штаб-квартирой в Хабаровске для оптимизации строительства автодороги «Амур» (Чита — Хабаровск — Находка). К 1999 году дск были сокращены.
На данный момент ни одно государство мира не имеет в вооружённых силах таких формирований как дорожно-строительный корпус.

## Состав
В состав осдск входили:
- управление (штаб);
- 4[11], 5[11], 6[11][12] дорожно-строительных дивизий (дсд) (штаб-квартиры — Ростов-на-Дону, Харьков, Симферополь и другие);
- военно-дорожное училище[8] (ВДУ);
- 65 отдельных дорожных батальонов (одб);
- другие части и учреждения, общей штатной численностью 43 903 военнослужащих[8].

В составе корпуса 5 дивизий. Общая штатная численность войск корпуса 37 960 человек личного состава, из них 3808 офицеров, 33 719 сержантов и рядовых и 443 вольнонаёмных.
В состав дск ЦДСУ МО СССР, уже исходя из опыта и применения осдск, входили::
- управление (штаб);
- четыре — десять отдельных дорожно-строительных бригад (одсбр);
- два — четыре отдельных ремонтно-восстановительных батальона (орвб);
- и другие формирования.

## Формирования — штаб-квартира
За историю ДВ ВС России существовали следующие формирования, типа дск:
- Особый дорожно-строительный корпус (осдск), штаб-квартира — Москва;
- 62-й дорожно-строительный корпус (62 дск), штаб-квартира — Вологда;
- 63-й дорожно-строительный корпус (63 дск), штаб-квартира — Киров[14];
- 64-й дорожно-строительный корпус (64 дск), штаб-квартира — Хабаровск[10];
- 65-й дорожно-строительный корпус (65 дск), штаб-квартира — Рязань;
- 78-й дорожно-строительный корпус (78 дск), штаб-квартира — Сургут[15].

## Деятельность

### С 1945 года по 1956 год
В период с 1945 по 1956 год осдск построил 3244 километров (км) дорог с твёрдым покрытием, 17 км мостов, проложил 2,7 км железобетонных труб. Этот корпус построил магистральные дороги общегосударственного значения Москва — Ленинград, Москва — Горький, Ростов — Новочеркасск — Красный Луч, Краснодар — Павловская, Москва — Симферополь, Кутаиси — Цхалтубо, Харьков — Ростов, Харьков — Симферополь, Черноморское шоссе в обход сухумских оползней, курортные дороги на озеро Рица и другие дороги на территории РСФСР, УССР, БССР, Прибалтики, кольцевую автомобильную дорогу (МКАД) и бетонки вокруг Москвы для ПВО столицы, Тоцкий полигон (где испытывалось атомное оружие), принимал участие в строительстве МГУ, Лужников и высотных зданий в Москве, ввёл в эксплуатацию автомобильные дороги на участках Степаново — Плоскино; Тосно — Кировск; Щёкино — Орёл; Усадище — Ильинский погост — Запрудино; Зеленогорск — Приморск; Ленинград — Выборг; Ленинград — Петрозаводск (Мурманское шоссе), а также магистрали «Северного полукольца» и так далее.

### С 1988 года по 1998 год
За период с 1988 года по 1992 год дорожно-строительными корпусами ФДСУ при ФДС было построено (реконструировано), оборудовано и введено в эксплуатацию:
- около 500 военных городков, промышленных баз и полевых лагерей;
- 80 асфальтобетонных заводов;
- 33 цементобетонных завода;
- 54 механизированных битумохранилища;
- 40 км железнодорожных тупиков и 25 км железнодорожных веток[1];
- около 200 карьеров (постоянных и временных) для добычи щебёночно-гравийных материалов и песчано-гравийных смесей[16];
- 2242 км автодорог, в том числе автодорог общего пользования 802 км, внутрихозяйственных автодорог 1440 км;
- произведено 1 150 000 тонн асфальтобетонной смеси;
- обучено (доподготовлено) около 32 000 военнослужащих по 105 военно-учётным специальностям[1].

За период с 1992 года по 1998 год корпусами был выполнен следующий объём работ:
- построено (реконструировано), оборудовано и введено в эксплуатацию около 7000 км автодорог, в том числе 5200 км АД общего пользования;
- 266 мостов;
- 6600 водопропускных труб;
- отсыпано более 104 000 000 кубических метров земляного полотна.